# Герб Рокитнівського району
Герб Роки́тнівського райо́ну — офіційний символ Рокитнівського району Рівненської області, затверджений районною радою.

## Опис
Гербовий щит має форму чотирикутника з півколом в основі. 
У верхній частині щита — синя смуга (її ширина становить 1/4 висоти щита), нижня частина — зелена, вони розділені білою лінією.
На синьому тлі по центру розташований срібний лапчастий хрест, обабіч якого — жовте дубове листя і жолуді. 
На зеленому тлі по центру — глухар, по обидва боки від нього і внизу — три квітки азалії. Силуети плаха і квітів виконані у жовтому кольорі.
Щит обрамований декоративним золотим картушем та увінчаний територіальною короною, яка вказує на приналежність герба саме району, із зубцями з листків дерев.

## Значення символіки
Блакитна смуга символізує річки та озера, якими багата Рокитнівщина. 
Зелена смуга знизу символізує зелень лісів та поля. Жовті квіти азалії та глухар — символи Рокитного.
Зубці територіальної корони у вигляді листків дерев позначають основний вид рослинності краю.